# Unia Leoniańska
Unia Leoniańska − oznacza zniesienie różnic pomiędzy czterema rodzinami w łonie Zakonu Braci Mniejszych: obserwantów, reformatów, alkantarynów oraz rekolektów.
Nazwa pochodzi od papieża Leona XIII, który 4 października 1897 konstytucją apostolską Felicitate quadam zniósł wszelkie odrębności w zakonie i nakazał ujednolicenie konstytucji. Unia zniosła ponadto wielowiekowy podział zakonu na familię cismontańską i ultramontańską.